# Залемское аббатство
Аббатство Залем (нем. Reichsabtei Salem) — некогда монастырь ордена цистерцианцев, один из самых значительных и богатых аббатств в регионе Боденского озера.
Монастырь был основан в 1137—1138 годах, в позднее Средневековье приобрёл значительные привилегии и значимое положение. В XVII веке был практически полностью уничтожен пожаром, в XVIII вке стал местом расцвета немецкого рококо, также здесь была основана первая в Германии сберегательная касса.
Барочный ансамбль монастыря, построенный в 1697—1706 Францем Беером, и Залемский собор (около 1285—1414) перешли в 1804 году во владения маркграфа Баденского. С тех пор все владения известны под названием Дворец Залем (нем. Schloss Salem), в котором проживает семья маркграфов. Также с 1920 года там находится школа-интернат. В первой половине 2009 года часть зданий была передана маркграфами земле Баден-Вюртемберг.

## История

### Средние века

#### Основание
Залемское аббатство было основано по инициативе Бернарда Клервоского, расширившего за несколько десятилетий влияние ордена цистерцианцев по всей Центральной Европе. Сам Бернард это аббатство никогда не посещал, однако первым настоятелем там был Фровин, лично знакомый с Бернардом и сопровождавший его в качестве переводчика во время вербовки участников Второго крестового похода. В это время цистерцианцы в основном группировались в пяти старейших монастырях (дочерних монастырях Сито и самом Сито), но их представители уже выезжали из Франции в Священную Римскую империю и граничащие с ней области. Залемское аббатство стало дочерним монастырём Лютцельского, в свою очередь, являвшегося дочерним по отношению к Бельво. Бельво же было дочерним аббатством Моримона, одного из пяти старейших.
Согласно хроникам монастыря, в 1134 году рыцарь Гунтрам фон Адельсройте (нем. Gunthram von Adelsreute; Адельсройте — сегодня Тальдорф, Равенсбург) передал аббату Лютцельского монастыря часть своих владений на строительство Залема. Этот подарок составляли разрозненные участки земли общей площадью около 200 гектаров, частично заселённые или же засеянные. Участок, выбранный для постройки аббатства, располагался в шести километрах от берега Боденского озера, в долине реки Линцер Аах. Там уже находилось небольшое франкоязычное поселение Зальманнсвейтер (нем. Salmannsweiter, ранее Залеманнесвилар) с маленькой капеллой. После некоторых трудностей, связанных с разрешением на строительство, в 1137 году туда для начала работ выехали двенадцать монахов, несколько конверзов и аббат Фровин.
Реальная дата основания аббатства (1137 или 1138 год) до сих пор точно не установлена. Ни начало постройки, ни её завершение не отмечены в каких-либо документах, кроме хроник. Новейшие исследования приводят дату 15 мая 1138 года — воскресенье после праздника Вознесения Господня. В самом аббатстве традиционно годом основания считается 1134.